# Arcanodiscaceae
Famille
Les Arcanodiscaceae sont une famille d'algues de l'embranchement des Bacillariophyta (Diatomées), de la classe des Coscinodiscophyceae et de l’ordre des Arcanodiscales.
Le genre  Arcanodiscus, qui a donné son nom à la famille, est un organisme fossile découvert dans un lac d'Argentine en 2017.

## Étymologie
Le nom de la famille vient du genre type Arcanodiscus, dérivé du latin arcanus, « caché, secret, mystérieux », et discus, disque, en référence à la forme discoïde de la diatomée, mais aussi à sa découverte dans des sédiments fossiles enfouis au fond d'un lac glaciaire.

## Description
Le genre type Arcanodiscus se décrit comme suit :

« frustules discoïdes, solitaires ou en chaînes courtes. Valves avec une zone centrale hyaline plate et solide et un manteau (mantle) plus épais, ce dernier avec de faibles lignes radiales correspondant aux aréoles tubulaires du manteau.
Stries continues du bord de la face valvulaire au manteau.
Aréoles (Aerola) disposées en quinconce, recouvertes intérieurement de rotae.                                                                    
Transition graduelle ou abrupte entre la face valvulaire et le manteau.
Manteau portant généralement plusieurs ondulations parallèles sur lesquelles reposent les éléments de la ceinture.
Rimoportules et fultoportules absentes, mais un type réduit de portule comportant une ouverture interne située sur une proéminence et une simple ouverture externe est souvent présent, généralement dispersé entre les aréoles mais formant parfois un anneau submarginal à la partie abvalvaire (abvalar) du manteau.
Cingulum comprenant de nombreux éléments fins, ouverts, ligulés, non perforés. L'intérieur de la pars des copules est clairement fimbrié, suggérant que les copules sont perforées. »

## Distribution
Le genre type Arcanodiscus a été découvert dans les sédiments d'un lac d'Agentine, le « laguna Cháltel » (également connu sous le nom de laguna Azul), un lac de cratère situé à environ 160 km à l'est du champ de glace sud de la Patagonie et à environ 70 km à l'est des grands lacs proglaciaires Viedma et Argentino.

## Liste des genres
Selon AlgaeBase (18 juin 2022) :
- Arcanodiscus Maidana & E.Morales, 2017

## Systématique
La famille des Arcanodiscaceae a été créé en 2017 par Nora Irene Maidana (d) et Eduardo Antonio Morales (d).

## Publication originale
- Maidana, N.I., Morales, E.A., Bradbury, J.P., Schäbitz, F. & Houv, V. (2017). « A new order and family of diatoms: Arcanodiscales, Arcanodiscaceae (Bacillariophyta) to accommodate Arcanodiscus platti gen. et sp. nov. from the Argentinian Patagonia ». Nova Hedwigia Beiheft, vol. 146, p. 63-72, 37 figs (DOI 10.1127/1438-9134/2017/063).